# Uranomys ruddi
Uranomys ruddi és una espècie de rosegadors de la família dels múrids. Viu a Benín, el Camerun, la República Centreafricana, el Txad, la República Democràtica del Congo, Costa d'Ivori, Etiòpia, Ghana, Guinea, Kenya, Libèria,
Malawi, Moçambic, Nigèria, el Senegal, Sierra Leone, Togo, Uganda i Zimbàbue. Els seus hàbitats naturals són les sabanes humides, els herbassars i els matollars. És una espècie en risc mínim, és a dir, no sembla que hi hagi cap amenaça significativa per a la seva supervivència. És l'única espècie del gènere Uranomys.